# آمریکایی‌های ایرلندی‌تبار
آمریکایی‌های ایرلندی‌تبار (ایرلندی: Gael-Mheiriceánaigh) گروهی نژادی از آمریکایی‌هایی هستند که بخشی یا همهٔ نیاکان آنها ایرلندی می‌باشند. در بررسی جامعه آمریکایی دفتر سرشماری ایالات متحده در سال ۲۰۱۷ نزدیک به ۳۳ میلیون آمریکایی — ۱۰٫۱٪ از کل جمعیت — خود را ایرلندی‌تبار، می‌دانستند که در مقایسه با جمعیت ۶٫۶ میلیون نفری در جزیره ایرلند شمار بیشتری است. بر خلاف ایرلند، در سرشماری‌ها از دهه ۱۹۷۰ بیشتر آمریکایی‌ها خود را از نیاکان ایرلندی می‌دانند و همچنین پروتستان هستند، و در واقع اکثراً اسکاتلندی-ایرلندی هستند و می‌بایست نوادگان آمریکایی پروتستان‌های اولستر (عمدتاً اولستر اسکاتلندی) باشند که از ایرلند به ایالات متحده مهاجرت کردند.

## تاریخ اجتماعی در ایالات متحده

### شهرها

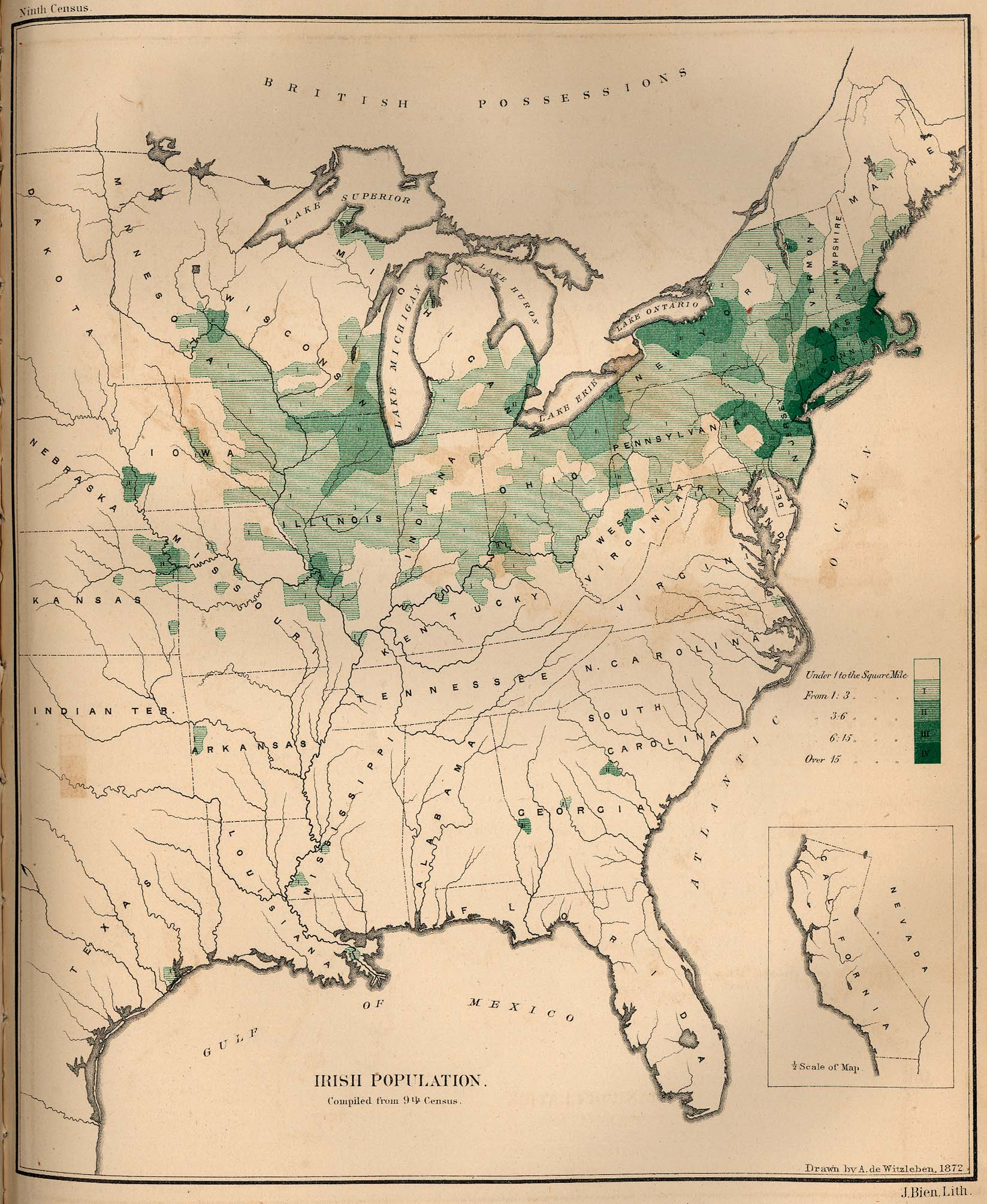
تراکم جمعیت متولدین ایرلند، ۱۸۷۰؛ آنها بیشتر کاتولیک بودند. مهاجرت قدیمی اسکاتلندی‌های ایرلند نشان داده نمی‌شود.

اکثریت قریب به اتفاق آمریکایی‌های کاتولیک ایرلندی در شهرهای بزرگ و کوچک در شمال، به ویژه مراکز راه‌آهن و شهرهای صنعتی ساکن شدند. آنها شاید شهرنشین‌ترین گروه در آمریکا شدند، زیرا تعداد کمی از آنها کشاورز شدند. مناطقی که دارای جمعیت قابل توجه آمریکایی ایرلندی هستند شامل کلان‌شهرهای بوستون، نیویورک سیتی، فیلادلفیا، پروویدنس، هارتفورد، پیتسبورگ، بوفالو، آلبانی، سیراکیوس، بالتیمور، سنت لوئیس، شیکاگو، کلیولند، سان فرانسیسکو، ساوانا و لس آنجلس است؛ جایی که اکثر تازه‌واردان دوره ۱۸۳۰-۱۹۱۰ در آنجا مستقر شدند. با احتساب درصدها، ماساچوست به عنوان ایرلندی‌ترین ایالت شناخته می‌شود و حدود یک پنجم، ۲۱٫۲ درصد از جمعیت آن ادعای تبار ایرلندی دارند.
ایرلندی‌ترین شهرهای آمریکا در ایالات متحده سیتویت، ماساچوست است که ۴۷٫۵ درصد از ساکنان آن ایرلندی‌تبار هستند. میلتون، ماساچوست، با ۴۴٫۶ درصد از ۲۶٬۰۰۰ نفر آن ایرلندی‌تبار هستند. و برینتری، ماساچوست، با ۴۶٫۵٪ از ۳۴٬۰۰۰ نفر آن ایرلندی‌تبار هستند. (ویموث، ماساچوست، با ٪۳۹ از ۵۴٬۰۰۰ نفر از شهروندان خود، و کوینزی، ماساچوست، با ٪۳۴ از جمعیت ۹۰٬۰۰۰ نفری، دوتا از ایرلندی‌ترین شهرهای کشور هستند. اسکوانتوم، شبه‌جزیره‌ای در قسمت شمالی کوینزی، بیشتر محله‌های ایرلندی در کشور، نزدیک به ۶۰ درصد از ۲٬۶۰۰ جمعیت ساکن آن ادعا می‌کنند ایرلندی‌تبار هستند.)
فیلادلفیا، بوستون، نیویورک و شیکاگو از لحاظ تاریخی دارای محله‌هایی بوده‌اند که درصد بیشتری از ساکنان ایرلندی آمریکایی در آن زندگی می‌کرده‌اند. بر اساس نظرسنجی اداره آمار آمریكا در سال ۲۰۱۳، ایرلندی‌ترین ایالت‌های آمریکا ماساچوست، نیوهمپشایر، مین، ورمونت، رود آیلند، دلاویر، پنسیلوانیا و کنتیکت هستند. به دلیل سابقه منحصر به فرد آن به عنوان یک مرکز معدن، بوت، مونتانا، همچنین یکی از کامل‌ترین شهرهای ایرلندی آمریکایی این کشور است. شهرهای کوچک‌تر، مانند گریلی، نبراسکا (۴۶۶ نفر جمعیت)، با برآورد ۵۱٫۷ درصد از ساکنین که از سال ۲۰۰۹-۱۳ به عنوان آمریکایی ایرلندی شناخته شده بودند، بخشی از مستعمره کاتولیک ایرلندی با تلاش اسقف اوکانر نیویورک در دهه ۱۸۸۰ بودند.